# Hyphessobrycon amapaensis

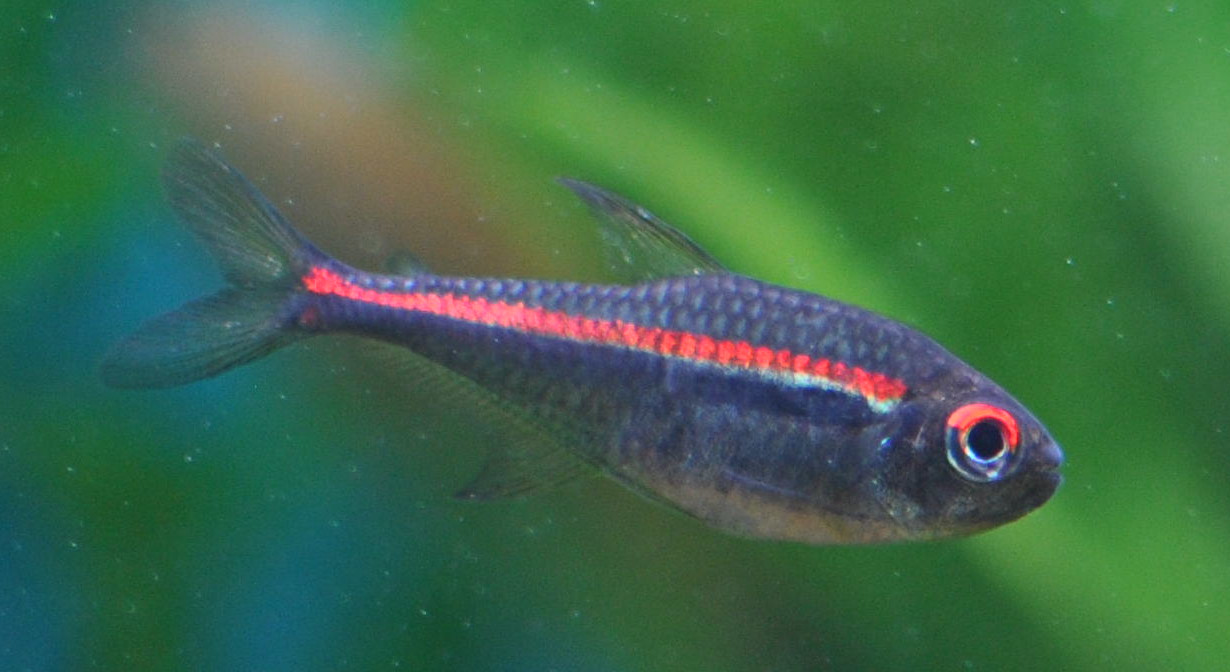
Amapa Glühlichtsalmler

Hyphessobrycon amapaensis ist ein Salmler, ein Süßwasserfisch der gerne als Zierfisch verwendet wird. Er ist auch unter den Namen "Amapa Glühlichtsalmler" oder "Scarlet Tetra" bekannt.

## Merkmale
Hyphessobrycon amapaensis hat einen mehr oder weniger langgestreckten, hochrückigen Körper. Der Salmler besitzt eine Fettflosse.
Hyphessobrycon amapaensis hat eine Körperlänge von 2,5–3,5 cm. Er besitzt eine silbrige Grundfarbe und transparente Flossen sowie einen leuchtend roten horizontalen Streifen über den Körper.

## Herkunft und Vorkommen
Der Amapa Glühlichtsalmler stammt aus dem Bundesstaat Amapá in Brasilien. Er lebt in kleinen Bächen über Sand und Kies. Der Amapa Glühlichtsalmler ist nicht gefährdet.
| Bedingung        | Natur          | Aquaristik     |  |
| ---------------- | -------------- | -------------- |  |
| Wassertemperatur | 22–28° Celsius | 23–26° Celsius |  |
| Gesamthärte      | 3° dGH–7° dGH  | bis 15° dGH    |  |
| pH-Wert          | 5–7            | bis 7,5        |  |